# Body Language Live
Body Language Live es la grabación en DVD del concierto de promoción de Kylie Minogue Money Can't Buy. Minogue interpretó canciones de su álbum Body Language junto a sus más grandes éxitos. El DVD también contiene los videos musicales de "Slow", "Red Blooded Woman" y "Chocolate", un documental corto, en función de múltiples ángulos, una galería con cuatro fondos de escritorio y un enlace.

## Lista de canciones
1. "Still Standing"
2. "Red Blooded Woman"
3. "On a Night Like This"
4. "Je t'aime" / "Breathe"
5. "After Dark"
6. "Chocolate"
7. "Can't Get You Out of My Head"
8. "Slow"
9. "Obsession"
10. "In Your Eyes"
11. "Secret (Take You Home)"
12. "Spinning Around"
13. "Love at First Sight"

Videos Extras
1. - "Slow"
  - "Red Blooded Woman"
  - "Chocolate"